# Gust in Grief
Gust in Grief (englisch Wogen in Trauer) ist eine 2007 gegründete Funeral-Doom-Band.

## Geschichte
In der Vorgeschichte von Gust in Grief war Necron als Sänger und Gitarrist der Band Everlasting Dirge, später Ground, in Schukowski aktiv. Die Formation löst sich nach einer Reihe Auftritte aufgrund musikalischer Meinungsverschiedenheiten auf, woraufhin Necron das Projekt Gust in Grief als Soloprojekt initiierte. Zu diesem Zeitpunkt existierten bereits einige Stücke die dem Stil des Funeral Doom entsprachen und die später als selbstbetiteltes Debütalbum 2010 über Satanarsa Records veröffentlicht wurden. Zwei Jahre später erschien das Album Spiritual Contradiction über Satanath Records, mit welchem Necron den Stil des Projektes punktuell variierte. Nachkommend blieben Veröffentlichungen aus, bis Necron das Projekt 2019 reaktivierte und das Album Ghost of Waterfall in einer limitierten Auflage von 20 Exemplaren über Cvlminis als CD und als Download im Selbstverlag über Bandcamp veröffentlichte. Die Veröffentlichungen des Projektes blieben unter geringer Beachtung. Für das Webzine Hatred Means War wurde das Album Spiritual Contradiction als „sehr gut klingender Funeral Doom/Death Metal“ bewertet.

## Stil
Die Musik von Gust in Grief wird dem Funeral und Death Doom zugeordnet. Dabei sei die Musik ein Crossover aus Melodic Death Doom und modernerem Funeral Doom. Die Produktion wirke altmodisch und dennoch kraftvoll. Die Instrumente seien mit einem „kraftvollen Klang“ eingespielt und abgemischt, derweil der Einsatz von Akustikgitarren, Synthesizern gesprochenen Passagen und Klargesang an Gothic Metal erinnern. Vornehmlich bestehe die Musik jedoch aus „melodischen Riffs und Gitarren-Leads, die in die atmosphärische Doom-Metal-Richtung der frühen 90er“ weisen, derweil der Gesang überwiegend als gutturales Growling präsentiert wird.

## Diskografie
- 2010: Gust in Grief (Album, Satanarsa Records)
- 2012: Spiritual Contradiction (Album, Satanath Records)
- 2019: Ghost of Waterfall (Album, Cvlminis)
- 2020: Night of Elvish Sorcery (Download-Single, Selbstverlag)